# Dominic Sena
Dominic Sena (Niles, Ohio, 26 april 1949) is een Amerikaans filmregisseur.

## Carrière
Sena, een van de oprichters van Propaganda Films, hield zich aanvankelijk vooral bezig met het regisseren van videoclips, onder andere voor nummers van Janet Jacksons album Rhythm Nation 1814.
In 1993 regisseerde Sena zijn eerste speelfilm, Kalifornia, met hoofdrollen voor Brad Pitt en David Duchovny, die toen nog aan het begin van hun carrière stonden. Hoewel deze film goede recensies kreeg, zou het toch zeven jaar duren voordat Sena zijn volgende maakte, Gone in 60 Seconds. In 2001 volgde Swordfish en in 2011 Season of the Witch.
- Bibsys: 98014258
- Biblioteca Nacional de España: XX1553173
- Bibliothèque nationale de France: cb13970887p (data)
- Gemeinsame Normdatei: 136483380
- International Standard Name Identifier: 0000 0001 1475 9454
- Library of Congress Control Number: n96098985
- MusicBrainz: 5df8ff32-50ae-4c38-a11a-b7bc67f0d5b4
- Nationale Bibliotheek van Tsjechië: pag2014806099
- Nederlandse Thesaurus van Auteursnamen: 135796679
- SNAC: w6jc02h4
- Système universitaire de documentation: 142817783
- Virtual International Authority File: 80819183
- WorldCat: E39PBJwX8WYCJ8cGWGCq8tRqcP